# ジャッキー・チェンの飛龍神拳
『ジャッキー・チェンの飛龍神拳』（原題：飛渡捲雲山、英題：Magnificent Bodyguards）は、1978年製作の香港映画。主演はジャッキー・チェン、監督はロー・ウェイ。

## 概要
ジャッキー・チェンがロー・ウェイのもとで主演した3D立体映画。原作は古龍の武俠小説『拳頭』で、脚本も古龍自身が担当している。
ジャッキーがコメディ路線を開拓した『カンニング・モンキー/天中拳』を試写会で見て激怒し『天中拳』を封印したロー・ウェイが「次は立体映画だ」と持ってきた新しい企画が本作だった。しかし撮影時もジャッキーとローの関係は悪化したままで、直接お互いに口をきかないため演技監督を通して演技指導をする形だった。ローにとってはかなり意気込んて製作し、立体映画のため多額な製作費を掛けて公開に持ち込んだが、なかなか配給会社が見つからず、結局興行収入も良いと言えるものではなかった。
ジャッキー自身は「病気の兄もまた山賊の仲間なのだと聞いた時の僕の驚きを想像してほしい」「ロー・ウェイがアイディアに行き詰っていたことは明らかだ」と述べている。
『ドランク・モンキー/酔拳』のヒット後、続々と旧作（『蛇鶴八拳』などの拳シリーズ）などが公開された日本における数少ない劇場未公開作品のひとつ。テレビでは『プロジェクトA』公開時にテレビ東京開局20周年記念特別番組として『ヤング・ボディガード/神拳』（または『神拳/ヤング・ボディーガード』）という邦題で放送された後、『ジャッキー・チェンの飛龍神拳』『ジャッキー・チェンの燃えよ!飛龍神拳/怒りのプロジェクト・カンフー』『立体3D映画 飛龍神拳』などの邦題でビデオリリースされた。DVD邦題は『ジャッキー・チェンの飛龍神拳』。
近年になってテレビ東京版日本語吹替収録でDVD・BD化された。収録されている日本語吹き替えの格闘シーンでは、吹き替え声優の掛け声のバックにオリジナルの掛け声が聞こえる仕様になっている。パラマウントより発売のBlu-ray「〈拳〉シリーズ Box Set 2」の特典ディスクに3D本編が収録され、赤青レンズの3Dメガネも封入されている。それ以前にLDとVHSにも3D本編が収録されていたが、DVDには収録されていない。

## あらすじ
武術が自慢のディン（ジャッキー・チェン）という男が金持ちで美女のランから病の弟を京城まで連れて行って欲しいという頼みを受ける。しかし京城に行くには捲雲山を越えなければならなかった。捲雲山には沢山の武術に秀でた盗賊がおり、山に入った者は決して生きて帰れなかったという。しかしディンは用心棒を引き受け、仲間に耳が不自由である為読唇術に長け足技を得意とするチャンと人間の皮を剥ぐ男"皮剥ぎの"ションを誘い捲雲山へと向かうのだった。次々と現れる山賊達。辛くも倒し捲雲山の盗賊団の首領と言われるチューの牙城へと辿り着く。そこで何とチューが二人現れた。旅の間カゴから出てこなかった正体不明の病の弟が実は本物のチューであったのだ。五年前、チューは過去に恋仲だった女に毒を盛られ山を追われた。再起を計り己を殺そうとし自分の偽者として君臨していた女を倒し、ついにチューは首領の座へと返り咲く。そしてディンに用心棒を頼んだランはチューの娘で父親と共に共謀していたのである。しかし、そんなことを許さないディン、チャン、ション達。盗賊ども、そしてチューを倒すべく彼らは戦いを挑む。

## キャスト
| 役名                         | 俳優                         | テレビ東京版 |
| ---------------------------- | ---------------------------- | ------------ |
| ディン・チョン（丁冲）       | ジャッキー・チェン（成龍）   | 石丸博也     |
| ション                       | ジェームズ・ティエン（田俊） | 安田隆       |
| チャン                       | ブルース・リャン（梁小龍）   | 村山明       |
| 六本指の男                   | ワン・チン（王青）           | 屋良有作     |
| 藍蘭                         | ワン・ピン（汪萍）           | 麻上洋子     |
| チュー・ウー（朱五）         | 鹿村泰祥                     | 大久保正信   |
| ”学者”リュン・ユー（温良玉） | カオ・チャン（高強）         | 有本欽隆     |
| 真珠姉妹・姉                 | ワン・クワン（王君）         |              |
| 真珠姉妹・妹                 | ワン・チュン（王筠）         | 及川ひとみ   |
| 投げ矢のジン                 | シュイ・ユエン（徐沅）       | 井口成人     |
| 柳金連                       | ファン・ファン（方芳）       |              |
| 旅籠の老婆                   | リウ・ミン（劉明）           |              |
| 坊主                         | リー・マンチン（李文泰）     |              |
| 狼                           | チャン・チーピン（江志平）   |              |

- テレビ東京版 - 初放送1984年4月12日『木曜洋画劇場』※BD、日本語吹替収録版DVD収録

## スタッフ
- 監督/製作：ロー・ウェイ（羅維）
- 製作総指揮：スー・リーホワ（許麗華）
- 脚本：クー・ルン（古龍）
- 武術指導：鹿村泰祥、ジャッキー・チェン（成龍）

## 音楽
劇中内で他作品から流用されている音楽一覧。※順不同
| 曲名                               | アーティスト    | サウンドトラック                                                 | 制作年 |
| ---------------------------------- | --------------- | ---------------------------------------------------------------- | ------ |
| Ben's Death and TIE Fighter Attack | John Williams   | Star Wars                                                        | 1977   |
| New Identity                       | Jerry Goldsmith | 猿の惑星/Planet Of The Apes (Original Motion Picture Soundtrack) | 1968   |
| Perpetuum ※吹き替え版のみ          | Anthony Hobson  | Millennium                                                       | 1983   |
| Galaxis ※吹き替え版のみ            | Anthony Hobson  | Millennium                                                       | 1983   |
| Polestar Version 1 ※吹き替え版のみ | Anthony Hobson  | Millennium                                                       | 1983   |